# Copestylum circumscriptum
Copestylum circumscriptum är en tvåvingeart som först beskrevs av Charles Howard Curran 1939.  Copestylum circumscriptum ingår i släktet Copestylum och familjen blomflugor. Inga underarter finns listade i Catalogue of Life.